# Nemacheilus
Nemacheilus es un género de peces en el orden de los Cypriniformes. Son nativos de Eurasia. 

## Especies
Actualmente existen 60 especies de este género:
- Nemacheilus anguilla Annandale, 1919
- Nemacheilus arenicolus Kottelat, 1998
- Nemacheilus banar Freyhof & Serov, 2001
- Nemacheilus binotatus H. M. Smith, 1933
- Nemacheilus carletoni Fowler, 1924
- Nemacheilus chrysolaimos (Valenciennes, 1846)
- Nemacheilus cleopatra Freyhof & Serov, 2001
- Nemacheilus corica (F. Hamilton, 1822)
- Nemacheilus denisoni Day, 1867
- Nemacheilus doonensis Tilak & Husain, 1977
- Nemacheilus drassensis Tilak, 1990
- Nemacheilus elegantissimus P. K. Chin & Samat, 1992
- Nemacheilus fasciatus (Valenciennes, 1846)
- Nemacheilus jaklesii (Bleeker, 1852)
- Nemacheilus gangeticus Menon, 1987
- Nemacheilus guentheri Day, 1867
- Nemacheilus guttatus (McClelland, 1839)
- Nemacheilus huapingensis Wu & Wu, 1992
- Nemacheilus inglisi Hora, 1935
- Nemacheilus jaklesii (Bleeker, 1852)
- Nemacheilus kaimurensis Husain & Tilak, 1998
- Nemacheilus kapuasensis Kottelat, 1984
- Nemacheilus keralensis (Rita, Bănărescu & Nalbant, 1978)
- Nemacheilus kodaguensis Menon, 1987
- Nemacheilus kullmanni (Bănărescu, Nalbant & Ladiges, 1975)
- Nemacheilus lactogeneus Roberts, 1989
- Nemacheilus longipectoralis Popta, 1905
- Nemacheilus longipinnis C. G. E. Ahl, 1922
- Nemacheilus longistriatus Kottelat, 1990
- Nemacheilus marang Hadiaty & Kottelat, 2010
- Nemacheilus masyae Smith, 1933
- Nemacheilus masyai H. M. Smith, 1933
- Nemacheilus menoni Zacharias & Minimol, 1999
- Nemacheilus monilis Hora, 1921
- Nemacheilus nilgiriensis Menon, 1987
- Nemacheilus olivaceus Boulenger, 1894
- Nemacheilus ornatus Kottelat, 1990
- Nemacheilus oxianus Kessler, 1877
- Nemacheilus pallidus Kottelat, 1990
- Nemacheilus papillos H. H. Tan & Kottelat, 2009
- Nemacheilus papillosus (Perugia, 1893)
- Nemacheilus paucimaculatus Bohlen & Šlechtová, 2011[3]
- Nemacheilus periyarensis Madhusoodana Kurup & Radhakrishnan, 2005
- Nemacheilus petrubanarescui Menon, 1984
- Nemacheilus pfeifferae (Bleeker, 1853)
- Nemacheilus platiceps Kottelat, 1990
- Nemacheilus pulchellus Day, 1873
- Nemacheilus rueppelli (Sykes, 1839)
- Nemacheilus saravacensis Boulenger, 1894
- Nemacheilus selangoricus Duncker, 1904
- Nemacheilus semiarmatus Day, 1867
- Nemacheilus shehensis Tilak, 1990
- Nemacheilus shuangjiangensis Zhu & Wang, 1985
- Nemacheilus singhi Menon, 1987
- Nemacheilus spiniferus Kottelat, 1984
- Nemacheilus stigmofasciatus Arunachalam & Muralidharan, 2009
- Nemacheilus subfusca (McClelland, 1839)
- Nemacheilus tebo Hadiaty & Kottelat, 2009
- Nemacheilus triangularis Day, 1865
- Nemacheilus troglocataractus Kottelat & Géry, 1989
- Nemacheilus tuberigum Hadiaty & Siebert, 2001
- Nemacheilus yingjiangensis Zhu, 1982